# Chileoptilia yaroella
Chileoptilia yaroella är en fjärilsart som beskrevs av Vargas och Landry 2005. Chileoptilia yaroella ingår i släktet Chileoptilia och familjen styltmalar. Inga underarter finns listade i Catalogue of Life.